# Instrumentista

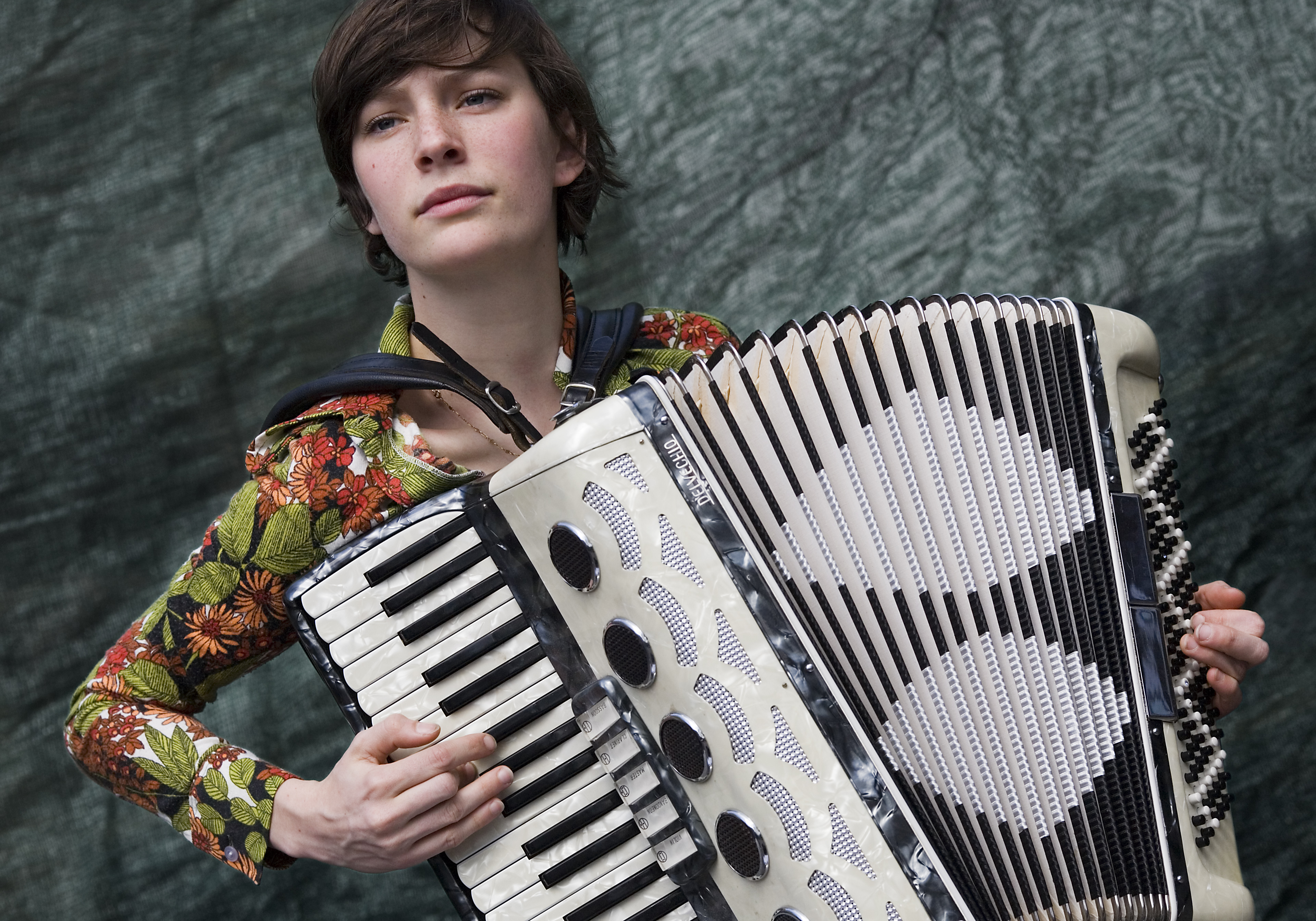
Mujer ejecutando el instrumento de acordeón.

Instrumentista es una forma de referirse al ejecutante de algún instrumento musical de forma genérica. Esta definición se utiliza principalmente dentro de la música académica y en ambientes medianamente formales.
Un instrumentista tiene conocimientos sobre la ejecución de un instrumento específico. Además de eso tiene que tener conocimientos de teoría musical, sobre armonía y tener una mínima base de conocimientos sobre composición. Algunos instrumentistas, como los de jazz y blues, tienen que tener grandes conocimientos de improvisación.
Puede aplicarse también en el ámbito industrial el término instrumentista a todo aquel profesional encargado de la instalación, reparación y mantenimiento de los instrumentos industriales.
Se entiende por instrumento industrial, todo aquel equipo que se utiliza para la medición, registro, transmisión y/o control una variable de proceso, usualmente temperatura, presión, nivel, caudal, o cualquier otra variable física o química.
- Datos: Q1278335
- Multimedia: Instrumentalists / Q1278335